# Pseudotrachelocerca trepida
Pseudotrachelocerca, Pseudotrachelocercidae
Famille
Genre
Espèce
Synonymes
- Trachelocerca trepida Kahl, 1928 (protonyme)

Pseudotrachelocerca trepida, unique représentant du genre Pseudotrachelocerca et de la famille des Pseudotrachelocercidae, est une espèce de Ciliés de la classe des Litostomatea et de l’ordre des Haptorida.

## Étymologie
Le nom de Pseudotrachelocerca est composé du préfixe pseudo-, faux et trachelocerca, par allusion au genre Trachelocerca Ehrenberg, 1830, autre cilié de la classe des Karyorelictea et de l'ordre des Trachelocercida.
Par ailleurs, le nom de genre Trachelocerca, dérive du grec τραχελ / trachel, « cou », et de κέρκος / κérkos, « queue d'un animal », en référence à la structure de l'organisme qui se présente comme un corps cellulaire muni, antérieurement, d'une sorte de cou, et, postérieurement, d'un appendice, en forme de queue, plus ou moins longue selon l'espèce.

## Systématique
La famille des Pseudotrachelocercidae et le genre Pseudotrachelocerca, contenant la seule espèce Pseudotrachelocerca trepida, ont été nommés en 1990 par le biologiste chinois Weibo Song (d) (1958-). L'espèce avait été décrite en 1928 par l'allemand Alfred Kahl, sous le protonyme Trachelocerca trepida Kahl, 1928.

## Publication originale
- (en) Weibo Song, « Infraciliature and silverline system of the ciliate Pseudotrachelocerca trepida (Kahl, 1928), nov. gen., nov. comb., and establishment of a new family, the pseudotrachelocercidae nov. fam. (Ciliophora, Haptoria) », European Journal of Protistology, Elsevier, vol. 26, no 2,‎ 1er octobre 1990 et 19 octobre 1990, p. 160-166 (ISSN 0932-4739, 1618-0429 et 0932-4739, PMID 23196190, DOI 10.1016/S0932-4739(11)80110-0, lire en ligne).